# Linia kolejowa Czerniachowsk – Królewiec
Linia kolejowa Czerniachowsk – Królewiec – linia kolejowa w Rosji łącząca stację Czerniachowsk ze stacją Kaliningrad Pasażerski. Zarządzana jest przez Kolej Kaliningradzką (część Kolei Rosyjskich).
Linia położona jest w obwodzie królewieckim. Na całej długości jest zelektryfikowana i dwutorowa.

## Historia
Linia powstała w XIX w. jako część Pruskiej Kolei Wschodniej (odcinek Królewiec – Ejtkuny, łączący Królewiec z granicą z Rosją). Początkowo leżała w Niemczech, w latach 1945–1991 w Związku Sowieckim. Od 1991 położona jest w Rosji.